# Reginald McNamara
Pour les articles homonymes, voir McNamara.
Reggie McNamara, né le 7 novembre 1888, à Grenfell, Nouvelle-Galles du Sud, Australie, mort le 10 octobre 1971 à Belleville (New Jersey), États-Unis est un coureur cycliste sur piste australien, naturalisé américain, spécialisé dans les six jours. Il a été intronisé au Temple de la renommée du cyclisme américain en 2004.

## Biographie

### Débuts
Reggie McNamara, fils d'un éleveur de moutons, grandit dans la campagne australienne. A 12 ans, en allant à la chasse aux lapins avec son frère, un serpent le mord au doigt. Lui et son frère décident qu'il n'y avait qu'un seul moyen de sauver sa vie dans le désert. Son frère lui coupe le doigt avec une hache. Lui et ses 13 frères et sœurs apprennent à monter sur le même vélo. Il commence à courir pour de l'argent dans les foires autour de Sydney, photographiant des kangourous et vendant leurs peaux pour payer les frais d'entrée.
À 16 ans, en 1904, McNamara remporte sa première course, d'un mile et demi sur un chemin de terre. Il participe à des courses en Australie, en Nouvelle-Zélande et en Tasmanie.
En 1912, durant les Six Jours de Melbourne, McNamara tombe, il a une incision de plusieurs centimètres de long au côté, puis reprend la course avec plus d'une douzaine de points de suture. Un abcès de la taille d'une balle de tennis a été retiré, et, bien qu'il ait perdu beaucoup de sang, il commence un sprint immédiatement après son retour sur la piste pour soulager son partenaire, Jackie Clark. Aucun anesthésique n'a été utilisé pendant l'opération, ce qui montre les nerfs de fer de Reggie. Au cours de l'opération, "Iron Man" ne grimace pas, ignorant ses propres problèmes, il demande sans cesse des nouvelles de Clark, qui était en mauvais état et ne roulait pas trop bien.
Au début de 1913, il triomphe au Six Jours de Sydney. Alf Goullet est à Sydney à cette époque, quand un promoteur des courses cyclistes au Vélodrome de Newark (en), lui demande de recruter deux des meilleurs jeunes coureurs australiens pour les courses à Newark (New Jersey). Goullet lui dit: « Je me suis inscrit Mac. Je pense que c'est assez. ». Une crise d'appendicite force le navire, dans lequel il voyage à travers le Pacifique pour rejoindre les États-Unis à faire un arrêt imprévu à Pago Pago pour une opération d'urgence.

### Carrière internationale
Lors de sa première sortie d'entraînement sur le Vélodrome de Newark, lors d'un sprint à pleine vitesse, il tombe sur le stand des juges et se casse la jambe. Il est transporté à l'hôpital. Là, il rencontre une infirmière, Elizabeth McDonough, qui le soigne. Ils se marient, un mois après sa sortie de l’hôpital, après les six jours de Boston, en décembre 1913. Une semaine plus tard, il remporte une course à handicap de deux miles. Il fait un final des plus spectaculaires jamais vus à Newark, il rattrape le peloton, dans le dernier tour, des hommes de trente-quatre ans comme s'ils étaient des novices.
Reggie et Elizabeth qui auront deux filles, Eileen et Regina, s'installent, près de Newark, à Bellville, et McNamara devient citoyen américain.
Dans la deuxième course, à laquelle il participe en Amérique, McNamara tombe et se casse la clavicule et de nouveau arrêté pour trois semaines. Dans la première course suivante, il bat Oscar Egg, le champion derrière tandem et établit les nouveaux records du monde de quatre à quinze miles. Il améliore presque d'une demi-minute le temps du quinze miles.
En décembre 1913, immédiatement après les Six Jours de New York, McNamara se déplace à travers l'Europe pour courir en Belgique, au Danemark, en Hollande et en Allemagne, et gagne trente-trois des quarante et une courses auxquelles il prend part. Après avoir vaincu Marcel Berthet, dans un match de poursuite, McNamara ne peut pas obtenir plus de matches à Paris. Les promoteurs le veulent pour chaque rencontre, mais aucun des coureurs ne veut le rencontrer. Après son départ forcé de France, McNamara est battu par seulement deux coureurs : Thorvald Ellegaard, six fois champion du monde, et Léon Hourlier, le champion de France de vitesse. McNamara a beaucoup de peine à quitter l'Europe. Il est à Bruxelles, lorsque la guerre éclate et les gains de sa saison, qui se sont élevées à plusieurs milliers de dollars, ont été déposés dans une banque de Bruxelles et il ne peut pas retirer cet argent. Il a à peine assez d'argent dans ses poches pour rejoindre Paris où sa femme, qui est venu à sa rencontre, est arrivé avec leur fille, le jour où l'Allemagne a déclaré la guerre à la France. Il a également des fonds dans une banque de Paris qui lui permet de retourner en Amérique.
De 1915 à 1917, il établit cinq records du monde sur le Velodrome de Newark sur les distances de 1 mile (1 minute 45 secondes) à 25 miles (53: 38 et 2/5). Aujourd'hui, ces temps sont encore considérés comme rapide. McNamara a la force, mais son sprint manque de punch. Il entre dans les courses de six jours, où il obtient une renommée durable, en particulier dans les Six Jours de New York. Entre 1918 et 1932, McNamara remporté sept des courses, au Madison Square Garden, avec six partenaires différents. Il a également une immense popularité à Chicago, où il remporte cinq Six Jours de Chicago au Chicago Coliseum.
Sa meilleure saison est durant l'hiver 1926-1927, il participe à 39 courses. Il se distingue en remportant les Six Jours de New York en mars et décembre 1926, après avoir éviter de justesse la catastrophe. Au cours des 15 dernières minutes, dans le feu de l'action, quand McNamara et Pietro Linari, en train de disputer les places d'honneurs, sont pris dans un accident spectaculaire à grande vitesse. McNamara est le premier à reprendre ses esprits. Il chancelle pour récupérer sa bicyclette et dit au médecin :« Si mes jambes sont bien, je repars. ». Il remonte sur son vélo pour gagner la course. Par la suite, il découvre qu'il s'est cassé trois côtes. Après quelques jours de repos, il part en Europe avec Harry Horan. Ils gagnent les Six Jours de Berlin. Après un court repos, McNamara fait équipe avec le Belge Émile Aerts pour gagner les Six Jours de Paris, en janvier 1927. Il se déplace à travers l'Europe pour courir en Belgique, Suisse, Allemagne et Angleterre . Ses gains ont atteint, jusqu'en 1933, l'équivalent d'au moins 2 000 000 de dollar australien « Le vélo a été pour moi comme la lampe magique d'Aladin, le tapis volant d'un Prince oriental, le violon d'un gitan. »

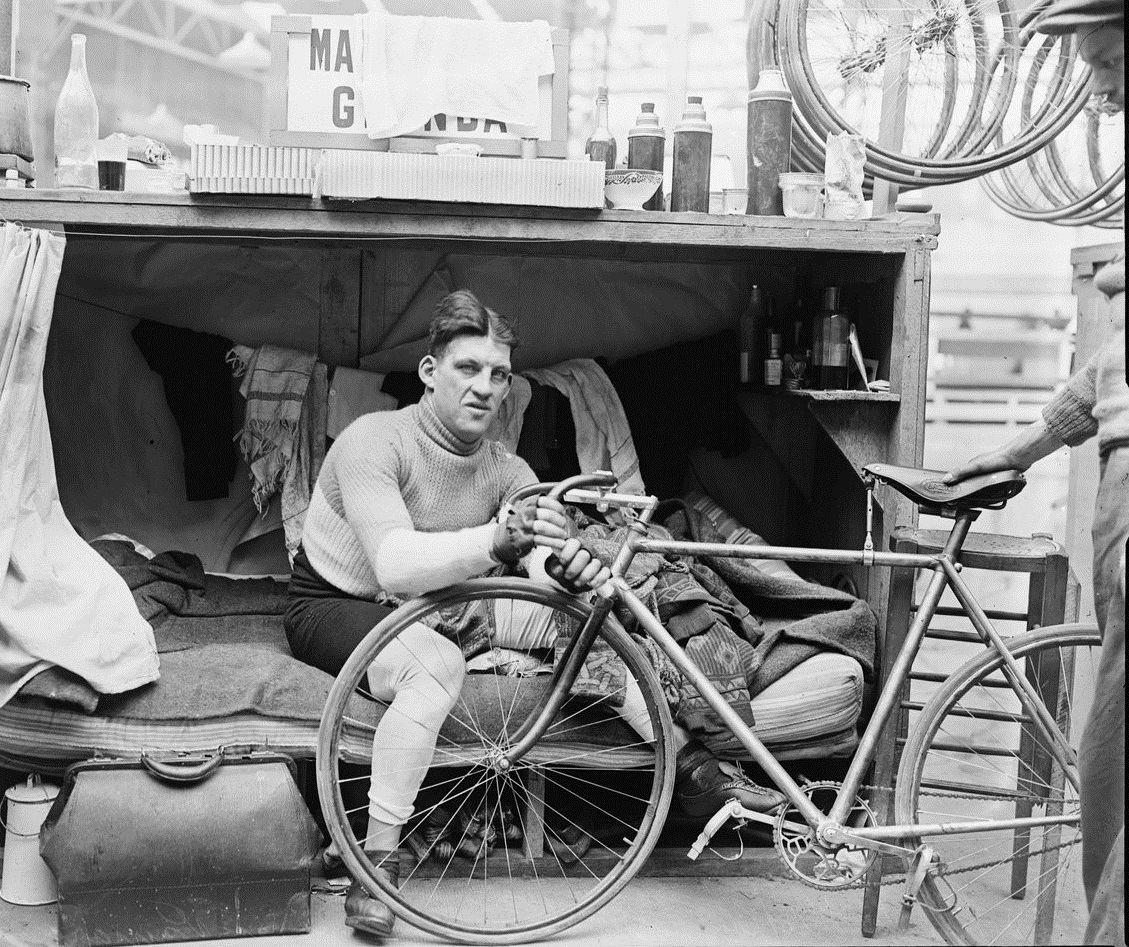
Reginald McNamara, Six Jours de Paris au Vél d'hiv, 4 avril 1923

Le journaliste du Sporting Cyclist (en), René de Latour (en), manager de McNamara pendant plusieurs années, a déclaré « qu'une chasse au Vélodrome d'Hiver, a été l'une des courses les plus difficiles de la carrière de Mac. La dernière "jam" a duré neuf heures, avec des équipes partout sur la piste comme dans une course poursuite. Les dernières équipes à finir, classés 12e et 13e, étaient à 17 tours. Pas étonnant que Mac se soit endormi dans le taxi pour retourner à l'hôtel. Ces efforts pouvaient difficilement être fait avec de l'eau minérale et Mac avait ses secrets. Il les tenait dans une petite caisse et, si j'étais le gardien de la clé, je ne savais jamais ce qu'il y  avait dedans. Il y avait toutes sortes de pilules dans des fioles sans nom, et je savais qu'il était inutile de demander à Mac ce que c'était. Mais je suppose que Mac savait ce qu'il faisait. »
Il obtient, en janvier 1933, sa 19e victoire aux Six Jours de Cleveland, à 45 ans. Son partenaire est Norman Hill, 26 ans, qui est né l'année au McNamara a commencé la compétition. « J'ai grandi en lisant des choses sur les coureurs comme Mac », a rappelé Hill dans une interview. « Être associé avec Mac m'a donné confiance en moi. Mac était vraiment stable, toujours là dans les "jams". Il pouvait aller et venir. Mac avait une grande tolérance à la douleur. »

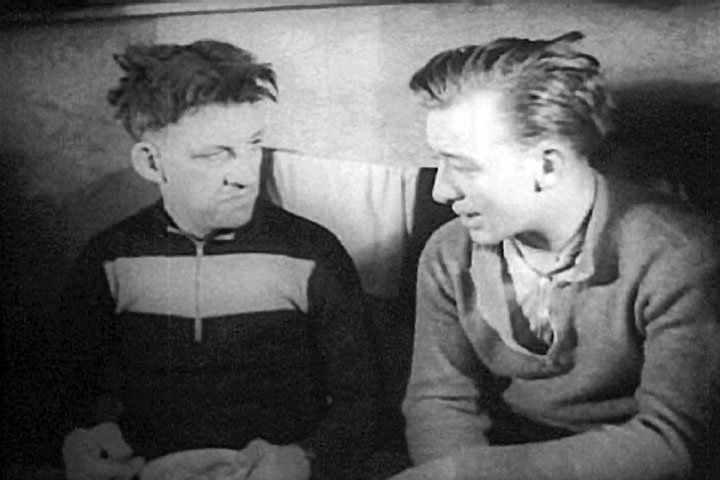
Reggie MacNamara avec Edward Seufert au Madison Square Garden en 1934.

McNamara, au cours de sa carrière, a pris part à plus de 100 courses de six jours et a été blessé à plusieurs reprises dans des accidents sur les pistes. Il pouvait subir une grave opération au quatrième jour d'une course de six jours et terminer le concours troisième, à moins d'une longueur de roue du vainqueur, contre l'avis des médecins, de sa famille et du coureur qui était son partenaire dans la course. Il a été surnommé le "Iron Man" du cyclisme. Reggie s'est beaucoup planté, mais il a aussi causé beaucoup de ses accidents, restant en vie après ses accidents. C'est devenu une partie de la légende de McNamara. Il aimait dire aux journalistes, « j'ai ramassé assez d'éclats pour construire ma propre piste ». Malgré l'opposition de ses amis qui pensaient qu'il était trop vieux pour courir, il a participé au Six Jours de Buffalo en décembre 1935 et a été forcé de sortir pour ce que l'on croyait être des blessures légères. À la suite de quoi, il a été hospitalisé dans des conditions critiques, en août 1936, à l'hôpital de Danville (New Jersey) souffrant d'hémorragies internes.
McNamara a eu tant d'os brisés et a eu tant de points de suture que la presse et ses fans l'appelaient Iron Man. Il a inventorié, dans un article, publié en 1946, revenant sur sa carrière, qu'il s'est cassé 17 fois la clavicule, fracturé le crâne, il a souffert de cinq commotions cérébrales, il s'est brisé le nez et une jambe, éclaté la mâchoire avec trois fractures, et compte plus de 500 points de suture. L'un de ces entraîneurs, Fred Bullivant, de Newark, a déclaré : « Il est si dur, que même le ruban adhésif ne colle plus sur lui. ».

### Retraite
McNamara mis fin à sa carrière sportive en 1937. Par la suite, il travaille comme arbitre pour les courses de six jours. Puis vient, le déclin des six jours, et la recherche d'un autre emploi dans une cafétéria de l'école publique. McNamara est mort à 83 ans d'un accident vasculaire cérébral en octobre 1971.

## Palmarès

### Six Jours
- Six Jours de Sydney : 1913 (avec Frank Corry)
- Six Jours de Newark : 1915 (avec Robert Spears)
- Six Jours de Buffalo : 1915 (avec Francesco Verri)
- Six Jours de Chicago : 1916 (avec Robert Spears), 1917 (avec Francesco Verri), 1925 et 1926 (avec Robert Walthour), janvier 1929 et novembre 1929 (avec Gaetano Belloni)
- Six Jours de Kansas City : 1916 (avec Eddie Madden)
- Six Jours de New York : 1918 (avec Jake Magin), 1922 (avec Alfred Grenda), 1924 (avec Piet van Kempen), mars 1926 (avec Franco Giorgetti), décembre 1926 (avec Pietro Linari), 1927 (avec Franco Giorgetti) et 1932 (avec William Peden)
- Six Jours de Berlin : 1926 (avec Harry Horan)
- Six Jours de Paris : 1927 (avec Émile Aerts)
- Six Jours de Toronto : 1932 (avec Alfred Crossley)
- Six Jours de Cleveland : 1933 (avec Norman Hill)